# シャーン・ファドゥーツ駅
シャーン・ファードゥツ駅（Bahnhof Schaan-Vaduz）はリヒテンシュタイン公国シャーンにある、オーストリア国鉄401号線の駅である。
事実上、リヒテンシュタイン公国を代表する駅である。リヒテンシュタイン最大の都市、シャーンの表玄関駅となっている。なお、首都ファドゥーツからは当駅よりスイスのゼーフェレン駅の方が近く、停車列車も多くなっている。

## 駅構造

### ホーム
ホーム1面1線の地平駅。他に、フェルトキルヒ方面のみから入線可能な側線を1線持つ。
| のりば             | 路線    | 行先       | 備考       |
| ------------------ | ------- | ---------- | ---------- |
|                    | 401号線 | ブクス方面 | 快速・普通 |
| フェルトキルヒ方面 | 401号線 |            | 快速・普通 |

### ダイヤ
平日に限り、快速・普通合わせて、一日9往復が停車する。土曜日・休日は全列車が通過する。なお、停車する全列車が、スイス - リヒテンシュタイン - オーストリアの3ヶ国を結ぶ国際列車である。
西行は、快速・普通とも、全列車が次駅ブクス止まりである。東行は、快速1本と普通8本が停車し、全てフェルトキルヒ行である。快速は、ネンデルン - フェルトキルヒ間ノンストップで運行される。

## 駅周辺

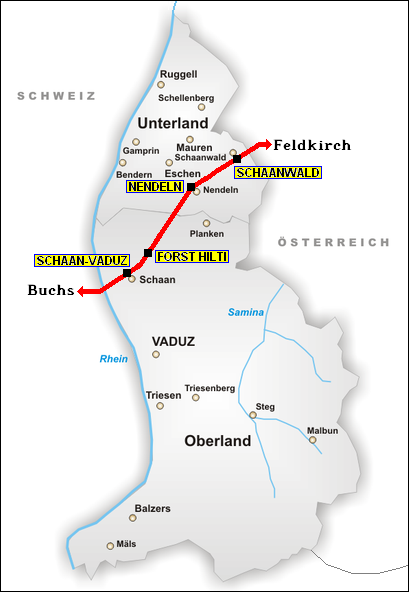
リヒテンシュタインを走る鉄道と駅

駅周辺は、リヒテンシュタイン最大の都市、シャーンの市街地となっている。首都ファドゥーツは3km以上離れている。

### 周辺の主要道路
- スイス国道16号線
- スイス国道28号線

## 隣の駅
オーストリア国鉄
401号線
快速(REX)
ブクス - シャーン・ファドゥーツ駅 - フォースト・ヒルティ
普通(REX)
ブクス - シャーン・ファドゥーツ駅 - フォースト・ヒルティ

## その他
リヒテンシュタイン公国最西端の駅である。スキー場のリフトを除くと、リヒテンシュタイン最南端の駅でもある。